# Edoardo Garrone (1906)
Edoardo Garrone (Carpeneto, 9 febbraio 1906 – Olsborg, 14 agosto 1963) è stato un imprenditore italiano.

## Biografia
Figlio di un notaio, nasce a Carpeneto, comune nei pressi di Ovada. Frequenta il liceo ad Acqui Terme e nel 1926 si iscrive a chimica industriale all'Università di Genova dove si trasferisce. Durante il periodo universitario trascorre alcuni periodi negli zuccherifici della Pianura Padana. Ottenuta la laurea, sposta il suo campo d'interesse dallo zucchero al petrolio. A Genova, dove arrivano il petrolio e semilavorati, entra in contatto con la società Nafta, filiale italiana della Shell.
Nel 1931 diventa direttore e comproprietario della Salom, una piccola azienda che lavorava oli minerali a Genova-Bolzaneto. Nel 1935 la Salom viene acquisita dalla Raffinerie Genovese Petroli con soci la stessa Salom e la Iplom nello stesso anno acquisita dal cugino Giovanni Battista Profumo. Garrone esce allora dalla Salom e nel 1938 fonda a San Quirico la ERG (Edoardo Raffinerie Garrone) che tuttora è il più grande gruppo energetico privato italiano. Dal 1949 la ERG lavora per conto della Siap, filiale italiana della Esso, e da qui comincia l'ascesa dell'azienda che nel 1952 collaborerà con la British Petroleum.
Nel giugno del 1963 venne eletto il nuovo consiglio di presidenza del Genoa, a metà luglio dello stesso anno si aggiunse assieme ad altri quattro nuovi soci. Il 28 luglio 1963 venne eletto presidente del Genoa, ma l'annuncio alla stampa venne rinviato dato che era in Norvegia per la battuta di pesca dove morì prematuramente. Dopo la sua prematura scomparsa venne eletto nuovo presidente Giacomo Berrino il 21 agosto.
Edoardo Garrone muore improvvisamente in Norvegia d'infarto all'età di 57 anni durante una battuta di pesca del salmone. Viene sepolto nel cimitero del paese natale e nel 1964 la sua tomba viene adornata da cinque altorilievi dello scultore Francesco Messina. Gli succede il figlio Riccardo.